# Cárdenas (Nicaragua)
Cárdenas es un municipio del departamento de Rivas en la República de Nicaragua.
Este hermanamiento con Malgrat de Mar, España.

## Geografía
| Noroeste: Rivas           | Norte: Lago Cocibolca | Noreste: Lago Cocibolca |
| Oeste: San Juan del Sur   |                       | Este: Lago Cocibolca    |
| Suroeste: San Juan de Sur | Sur: Costa Rica       | Sureste: San Carlos     |

La cabecera municipal está ubicada a 162 kilómetros de la capital de Managua.

## Historia
Sus fundadores fueron familias dedicadas a la extracción de leche de hule y leche de palo de níspero. En este entonces este lugar se conocía con el nombre de Tortuga por la gran cantidad de tortugas que se encontraban en las costas del lago. Las casa de los habitantes eran pequeñas chozas fabricadas con hojas de vijagua y palma de coquillo, poseía una sola calle que iba desde la plaza del pueblo hasta el río Cárdenas. Fue en el período presidencial del rivense Dr. Adán Cárdenas (1836-1916) que el municipio recibe el nombre actual en su honor.
El municipio fue fundado en 1912, y entonces se llamó Cárdenas, luego de llamarse anteriormente Concepción de Tortuga.

## Demografía
Cárdenas tiene una población actual de 7,648 habitantes. De la población total, el 50.5% son hombres y el 49.5% son mujeres. Casi el 23% de la población vive en la zona urbana.

## Naturaleza y clima
El municipio tiene un clima tropical de sabana como semihúmedo, con una precipitación que oscila entre los 1600 y 2000 mm al año.
Existe gran cantidad de bosques que rodean al municipio en los que se destacan guanacastes, geniceros, cedro real, pochotes, guácimos y cortes. Existen una variedad de arbustos como el hombre grande, quina y la mata de Adán.

## Localidades
Existen un total de 28 comunidades, 4 barrios:
- Cañita
- Cañas
- Asentamiento El Toro
- B.º Liberación
- B.º El Progreso
- B.º Gaspar García Laviana
- B.º Tomás Borge
- Colón Nuevo
- Colón Viejo
- El Acetuno
- El Asentamiento (Donald Ibarra)
- El Tablón
- El Triunfo
- La Flor
- Las Mercedes
- Las Mercedes N.º 2
- Los Ángeles
- Los Chiles
- Río Mena
- Ostayo
- Quijada
- Peñas Blancas (frontera con Costa Rica)
- Santa Ana - El Carmen
- Sapoá (donde se firmaron los acuerdos de alto el fuego entre el Gobierno socialista y la Contra (organizada y sostenida por la CIA estadounidense)
- Sota Caballo
- Tiruri
- Zapotillo
- Cuajiniquil
- El Madero
- Kalula
- Santa Rosa
- San Emilio

## Economía
La mayor parte de la población se dedica al cultivo del arroz, maíz, frijol, musáceos, y algunos cultivos no tradicionales como palmitos. La ganadería constituye también una actividad muy significativa en la vida económica del municipio, ya que posee aproximadamente 7125 cabezas de ganado que se utilizan para la producción de leche y carne para el consumo local y la comercialización con otros municipios.